# ミハイ・アントネスク
ミハイ・アントネスク（Mihai Antonescu, 1907年11月18日 - 1946年6月1日）は、ルーマニア王国の政治家、教授。第二次世界大戦中の副首相兼外務大臣。

## 生涯
イイラヴァ出身。1940年9月、イオン・アントネスク政権樹立後、宣伝大臣に任命された。1941年6月、外務相に任命され、1942年から1944年まで副首相を兼任した。イオンの不在（1941年の軍視察等）時には、国家指導者を代行した。
ドイツの圧力により、反ユダヤ人法を採択し、ユダヤ人を逮捕した。一方で、ドイツとの協力に上限線を定めようと努め、交渉のため再三ドイツを訪問した。スターリングラード攻防戦でのルーマニア軍撃破後、西側との単独和平の構想に傾き、イオンの委任により、ルーマニア、イタリア、ハンガリー3カ国の戦線離脱の可能性をイタリアに打診し始めた。ベニート・ムッソリーニからは肯定的な反応が得られたが、その後の進展はなかった。1943年2月には、駐スイス、ポルトガル、スペイン大使館を通して連合国と接触を図った。同年4月、アドルフ・ヒトラーは、ミハイの罷免をイオン・アントネスクに要求したが、これは拒否された。
1944年8月23日、イオンと共に逮捕され、ソ連に移送された。戦後、ルーマニア共産政権に引き渡される。1946年5月17日、死刑を言い渡され、銃殺された。